# Friedrich Wilhelm Berner
Friedrich Wilhelm Berner (ur. 16 maja 1780 we Wrocławiu, zm. 9 maja 1827 tamże) – niemiecki kompozytor i organista.
Kształcił się u swojego ojca, Johanna Georga Bernera, organisty w kościele św. Elżbiety we Wrocławiu. Szybko nauczył się gry i w wieku 13 lat został pomocnikiem swojego ojca. Jako organista i nauczyciel muzyki został dyrektorem Królewskiego Instytutu Muzyki Kościelnej.
Dorobek twórczy Friedricha Wilhelma Bernera składa się w dużej części z utworów dydaktycznych i podręczników. Komponował również pieśni. Jego najbardziej znanym uczniem był wrocławski kompozytor i organista, Adolf Hesse.